# 赵妪
趙氏貞（越南语：／，225年—248年），在越南民间尊称為赵妪（越南语：／）或赵夫人（越南语：／），又稱趙貞娘（越南语：／），是反抗孫吳的起义领袖，被越南人视为民族英雄，亦有「越南圣女贞德」之稱。

## 起义前后

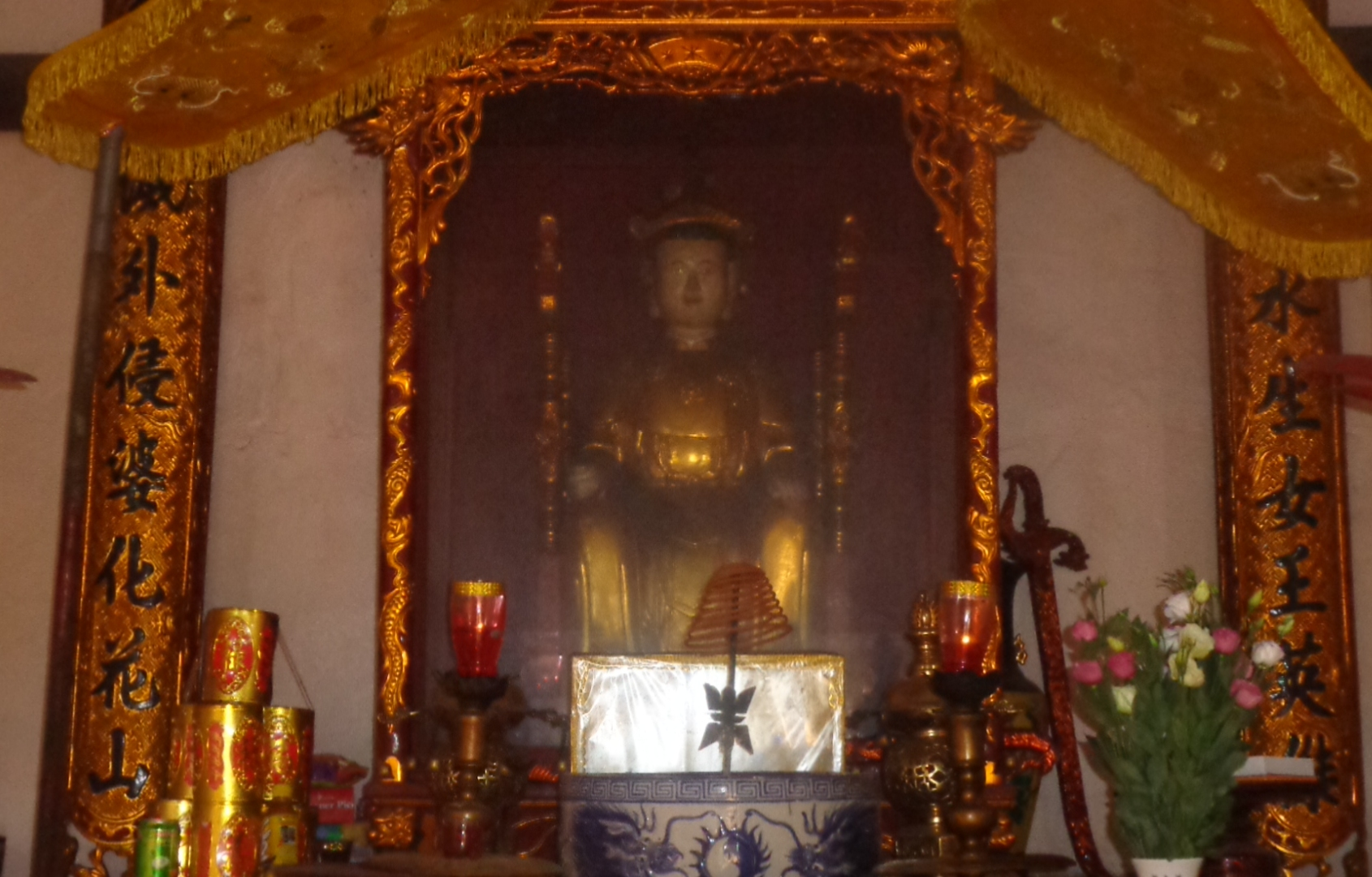
趙夫人在越南民間廟宇中的塑像。

赵妪和兄长赵国达（Triệu Quốc Đạt）生于九真郡军安县（今清化省肇山县纳山一带），是当地有势力的首领，父母早亡，与兄嫂相依为命。248年兄妹发动起义。传说赵妪身长9尺，胸长达3尺，作战时将双乳绑在背上，身穿盔甲，头插金簪，脚穿象牙鞋，骑在象头上冲锋陷阵。起义军多次打败吴军，曾杀死了交州刺史。交趾、九真二郡人民纷纷起来响应。吴军有言：“横戈当虎易，对面婆王难”（Hoành qua đương hổ dị, Đối diện Bà Vương nan）。
有人劝她应该出嫁，不应该“作乱”，她回答说：

我要乘劲风，踏恶浪，斩杀东海的鲸鱼，驱逐吴军，光复河山，砸烂奴隶枷锁，决不卑躬屈膝地做人家的妻妾！

然而不久战局开始变化。东吴特派名将陆胤做交州刺史，并率领八千名军队镇压起义。陆胤利用他在当地的声望，迅速平定起义。赵妪走投无路，在松山（清化省厚禄县富田一带，现在这里还有赵妪的墓和庙）自杀。死法一说投江，一说被象踩。

## 后世影响

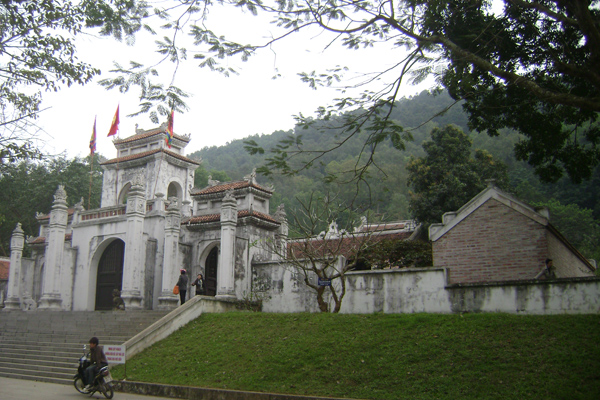
趙嫗廟

544年李贲创建万春国。李贲为感谢赵肃和赵光复父子的相助之功，特在京城建一新庙宇，取名为开国寺，册封同为赵姓的赵妪为神。
赵妪作为女性，同徵氏姐妹一样在越南享有很高的地位。关于她的文学创作也不鲜，甚至在越南的摇篮曲裡面也有出现。

## 争议
历史上是否存在赵妪這一位人物，尚有待考证。最早出现赵妪记载的是《太平御览》引晋朝刘欣期《交州记》，而官方史书最早出现赵氏贞的文献是《大越史記全書》引《交趾志》，距赵氏贞的时代已千年有余。1788年阮文惠的檄文內甚至也没有她的記載。
中国史书《三国志·吴书》证实248年交州确有起事。“交部骚动”。但并未提及赵妪其人。中国被指提到赵妪的书籍如《南越志》（5世纪成书）大多已失传不可考。